# رامون إيبارا
رامون إيبارا (بالإسبانية: Ramón Ibarra Robles)‏ هو ممثل إسباني، ولد في 31 أغسطس 1958 في غوتكسو في إسبانيا.

## وصلات خارجية
- رامون إيبارا على موقع IMDb (الإنجليزية)
- رامون إيبارا على موقع روتن توميتوز (الإنجليزية)
- رامون إيبارا على موقع ألو سيني (الفرنسية)
- رامون إيبارا على موقع قاعدة بيانات الفيلم (الإنجليزية)
- رامون إيبارا على موقع كينوبويسك (الروسية)